# La Terra contro i dischi volanti
La Terra contro i dischi volanti (Earth vs. the Flying Saucers) è un film di fantascienza del 1956 diretto da Fred F. Sears.
Si avvale degli effetti speciali di Ray Harryhausen, il quale animò con la tecnica del passo uno sia gli alieni, sia i dischi volanti (persino le esplosioni degli edifici).
Prodotto in economia e diretto da un regista che solitamente si occupava di film western, La Terra contro i dischi volanti è considerato un piccolo classico, fonte di ispirazione per pellicole successive sul tema delle invasioni aliene.

## Trama
Il dottor Russell Marvin lavora in una base militare al progetto "Sky Hook" , che riguarda la messa in orbita di particolari nuovi e rivoluzionari satelliti.
Viene allora effettuata una lunga serie di lanci di missili, il cui esito si rivela però immancabilmente disastroso. Successivamente si scopre che la causa della caduta dei missili va attribuita alla presenza di una gigantesca e misteriosa astronave aliena.
Gli alieni, infatti, temono che i lanci costituiscano un attacco verso di loro, e cercano in un primo tempo il dialogo con i terrestri, cercando di comunicare mediante l'uso di strani messaggi sonori.
Una volta riuscito a decifrare i messaggi, il dottor Marvin allerta i comandi militari e questi, temendo un'aggressione, ordinano immediatamente all'esercito di abbattere la gigantesca astronave, ma ogni tentativo effettuato non porta ad alcun tangibile risultato, poiché essa risulta essere protetta da un fortissimo e impenetrabile campo di energia.
Gli alieni sono dunque involontariamente incappati nelle sperimentazioni della base militare, e pongono a Marvin un terribile ultimatum: "Se le grandi potenze non si arrenderanno immediatamente agli alieni, nel giro di poco tempo la Terra verrà completamente distrutta".
Temendo che gli alieni traducano rapidamente nei fatti questa terribile minaccia, lo scienziato si prodiga in tutti i modi possibili allo scopo di studiare le caratteristiche dei dischi volanti, e nel giro di poco scopre che gli invasori possono essere sconfitti, qualora si riescano ad alterare gli equilibri dei campi gravitazionali che adoperano per proteggersi.
Allo scopo di sconfiggere i terrestri e carpire i segreti della loro difesa, gli alieni non esitano a ricorrere anche al rapimento e al lavaggio del cervello di scienziati e militari.
Infine gli extraterrestri danno alcuni giorni ai terrestri per arrendersi, lanciando i loro messaggi su tutto il pianeta e in tutte le lingue. Minacciano infatti di attaccare la capitale Washington, e si preparano ad attaccare anche le altre principali città del pianeta, come Parigi, Mosca, Londra.
Marvin frattanto scopre che gli invasori sono travisati e protetti da caschi dotati di strani congegni di traduzione vocale, e che essi indossano tute ingombranti come armature medioevali, ma nel contempo leggerissime.
Marvin infine scopre che gli invasori provengono da un sistema solare che si va disintegrando, e che adoperano una misura del tempo infinitamente più lunga della nostra.
Lavorando alacremente al suo progetto, Marvin riesce tuttavia a mettere rapidamente a punto l'arma che deve essere utilizzata per combatterli, che si dimostra peraltro molto efficace. 
Una volta scaduto il termine dell'ultimatum, gli alieni lanciano contro Washington l'enorme e letale flotta di dischi volanti, causando distruzione e vittime, ma nel giro di poco i militari, grazie all'arma studiata dal dottor Marvin che ha scoperto il punto debole degli alieni, riescono a volgere la situazione, che appare ormai disperata, a loro favore, sconfiggendoli rapidamente e in modo definitivo.

## Produzione
Ray Harryhausen, nel disegnare i dischi volanti, avrebbe tratto la sua ispirazione osservando una fotografia inglese del 1954 che ritrarrebbe un UFO: in effetti il riferimento agli innumerevoli avvistamenti di "oggetti volanti non identificati", di cui la cronaca dell'epoca era piena zeppa è presente anche nell'introduzione del film, con la voce fuori campo, che informa gli spettatori sui numerosi e inquietanti casi di avvistamenti segnalati ovunque.

## Critica
(FantaFilm)

## Edizione italiana
Il film esce in Italia in piena estate del 1956, doppiato dalla CDC.
Negli anni cinquanta alcuni termini non erano ancora ben entrati nell'uso comune con la loro pronuncia corretta. Poteva quindi capitare, come appunto succede in questo film, di sentire pronunciare nella colonna sonora italiana missìle, anziché mìssile, ponendo cioè l'accento sulla seconda "i" e non, come poi entrato nell'uso comune, sulla prima.